# 티가든의 별

티가든의 별(그림 중앙부에서 약간 위)은 태양계에서 24 번째로 가까운 항성이다.

티가든의 별(Teegarden's Star) 또는 SO J025300.5+165258, 2MASS J02530084+1652532, LSPM J0253+1652는 태양계로부터 양자리 방향으로 약 12 광년 떨어진 곳에 있는 M형 적색왜성이다. 지구 가까운 곳에 있지만 겉보기 등급은 희미하여 +15 등급에 불과하므로 대형 망원경을 사용해야 관측할 수 있다. 이 별은 연간 5 각초에 이르는 매우 큰 고유운동 값을 지니고 있는 것으로 밝혀졌다. 지금까지 알려진 항성들 중 티가든의 별처럼 고유운동량이 큰 항성은 7개 이상에 불과하다.

## 발견
티가든의 별은 2003년에 전년도에 수집해 놓았던 소행성 추적 데이터를 검토하여 발견되었다. 이 데이터 세트는 하와이 마우이 소재 1 미터 망원경 두 개를 사용한 NEAT 프로그램이 5년에 걸쳐 촬영한 광학 사진들로 만들어낸 디지털 아카이브이다. 이 별의 이름은 NASA 고더드 우주 비행 센터 소속 천체물리학자이자 연구진의 리더였던 보나드 존 티가든을 따라 명명되었다.

고유운동을 보여주는 티가든의 별. 2년 간격으로 촬영했다.

천문학자들은 오래 전부터 지구로부터 20 광년 이내에 아직 발견되지 않은 왜성들이 많을 것이라고 생각해 왔다. 왜냐하면 항성종족에 대한 연구 결과 지구 근처 왜성들의 수가 예상했던 것보다 적었으며 이는 이 별들의 광도가 낮아서 발견하기가 어렵기 때문일 것이라 추정했기 때문이다. 티가든 연구진은 이전에 다른 목적으로 진행했던 여러 프로그램들이 수집한 거대 광학 관측 데이터 세트에서, 데이터 마이닝으로 이 숨겨진 어두운 별들을 찾을 수 있을 것이라고 생각했다. 연구진은 NEAT 소행성 추적 데이터 세트를 재검토하여 티가든의 별을 찾아냈는데, 이 별은 1951년 팔로마 전천탐사 때부터 사진건판에 계속 찍혀 있었다. 티가든의 별의 발견은 망원경으로 직접 관측을 하지 않고 이뤄낸 것이며 발견 당시 연구진에 전문 천문학자들이 포함되어 있지 않았다는 점에서 의미가 있다.

## 특징
티가든의 별은 적색왜성으로 분류되며 대략적인 질량이 태양의 0.08 배로 갈색왜성 질량의 상한선보다 살짝 큰 정도이다. 이런 천체들의 낮은 유효온도는 왜 티가든의 별이 일찍 발견되지 않았는지를 설명해 주는데 별의 겉보기등급이 15.1에 불과하기 때문이다.(절대등급은 17.22임) 적색왜성 및 갈색왜성들 대다수와 마찬가지로 티가든의 별은 에너지 대부분을 적외선 스펙트럼에서 발산한다.
이 별의 연주시차는 원래 0.43 ± 0.13 초각으로 측정되었는데 이 값에 따르면 티가든의 별까지의 거리는 7.50 광년에 불과하다. 그러나 이례적으로 낮은 광도와 매우 불확실한 연주시차 때문에 태양에서 가까운 별은 맞지만 순위권에 들 정도로 가깝지는 않을 것으로 추정하였다. 2009년 조지 게이트우드가 보다 정확하게 티가든의 별의 시차를 측정하여 0.2593 초각 값을 얻었는데 이 값에 따르면 별까지의 거리는 12.578 광년이 나온다.

## 행성계
2010년 ROPS 서베이(2012년 출판)가 수행한 관측에서 티가든의 별의 시선속도에 편차가 발생하는 것을 잡아냈으나 당시 이를 행성이 있다는 증거로 보기에는 데이터가 충분하지 못했다.
2019년 6월 칼라 알토 천문대에서 CARMENES를 진행하던 과학자들은 항성의 생명체 거주가능 영역 안을 돌고 있는 지구급 질량의 외계 행성 둘의 존재 증거를 찾아냈다고 발표했다. 티가든 b의 궤도는 생물권 안에 여유있게 위치해 있으며 태양계로 치면 금성과 지구 사이 거리에 해당된다. 반면 티가든 c의 궤도는 생물권을 보수적으로 잡을 경우 바깥쪽 경계에 걸쳐 있으며 태양계로 치면 화성 궤도와 비슷한 거리이다.
Wandel 연구진에 따르면 티가든 b와 c 모두 짙은 대기를 유지할 수 있기 때문에 둘 중 최소 하나는 액체 물이 표면에 존재할 수 있다 한다. 그러나 Rodriguez-Mozos 연구진은 어머니 항성이 뿜는 항성풍 때문에 행성의 대기가 벗겨져 나가므로 티가든 b가 대기를 유지하고 있을 확률은 고작 3%, c는 2%에 불과하다고 주장했다.
| 동반천체 (항성에서 가까운 순서) | 질량               | 공전궤도 반지름 (AU)  | 공전주기 (일) | 궤도이심률 | 궤도경사각 | 반지름 |
| ------------------------------- | ------------------ | --------------------- | ------------- | ---------- | ---------- | ------ |
| b                               | 1.05+0.13 −0.12 M⊕ | 0.0252+0.0008 −0.0009 | 4.91±0.0014   | 0+0.16 −0  | —          | —      |
| c                               | 1.11+0.16 −0.15 M⊕ | 0.0443+0.0014 −0.0015 | 11.409±0.009  | 0+0.16 −0  | —          | —      |